# Gary Sheard
Gary Sheard (20 de abril de 1969) es un deportista australiano que compitió en vela en la clase Soling.
Ganó una medalla de bronce en el Campeonato Mundial de Soling de 1988. Participó en los Juegos Olímpicos de Los Ángeles 1984, ocupando el séptimo lugar en la clase Soling.

## Palmarés internacional
| \| Campeonato Mundial \| Campeonato Mundial \| Campeonato Mundial \| Campeonato Mundial \| \| Año \| Lugar \| Medalla \| Clase \| \| ------------------ \| --------------------- \| ------------------ \| ------------------ \| \| 1988 \| Melbourne (Australia) \| Medalla de bronce \| Soling \| |                       |                   |        |
| Campeonato Mundial |                       |                   |        |
| Año | Lugar                 | Medalla           | Clase  |
| 1988 | Melbourne (Australia) | Medalla de bronce | Soling |